# U Sloupů
U Sloupů jsou osada, část města Vimperk v okrese Prachatice v Jihočeském kraji. Nachází se asi tři kilometry severozápadně od Vimperka. Prochází zde silnice II/145 a silnice II/168. Osada stojí v katastrálním území Vimperk o výměře 13,81 km².
Osadu tvoří bývalá kasárna, dnes je areál využíván ke komerčním účelům. Kasárna se začala stavět v roce 1953, byl zde dislokována mimo jiné 2. průzkumný prapor a 2. protiletadlový oddíl. V rámci reorganizaci české armády byli vojáci vimperských útvarů převeleni do posádek ve Strašicích a Písku. Armáda areál oputila 25. září 2001.
Areál kasáren, který má rozlohu 405 800 m² (zastavěná plocha činí 38 884 m²) je ve vlastnictví města Vimperk.

## Historie
U Sloupů vznikly k 29. březnu 2004 jako část města Vimperk v okrese Prachatice.

## Obyvatelstvo
| Rok            | 1869 | 1880 | 1890 | 1900 | 1910 | 1921 | 1930 | 1950 | 1961 | 1970 | 1980 | 1991 | 2001 | 2011 | 2021 |
| -------------- | ---- | ---- | ---- | ---- | ---- | ---- | ---- | ---- | ---- | ---- | ---- | ---- | ---- | ---- | ---- |
| Počet obyvatel | 0    | 0    | 0    | 0    | 0    | 0    | 0    | 0    | 0    | 0    | 0    | 0    | 0    | 4    | 84   |
| Počet domů     | 0    | 0    | 0    | 0    | 0    | 0    | 0    | 0    | 0    | 0    | 0    | 0    | 0    | 3    | 18   |